# HMS Rattlesnake (1886)
HMS Rattlesnake (Корабль Её Величества «Рэтлснэйк») — британская торпедная канонерская лодка.
Спроектирована Натаниэлем Барнаби в 1885 году в атмосфере ожидания возможной войны с Российской империей. Заложена 16 ноября 1885 года на верфи Laird Brothers в Биркенхеде. Спущена на воду 11 сентября 1886 года. Постройка корпуса обошлась британской казне в 21 425 фунтов, ещё 14 000 фунтов были заплачены за машины и механизмы. Rattlesnake — первый корабль Королевского флота Великобритании, оснащённый паровыми машинами тройного расширения.
Быстро устарел в связи с появлением эсминцев. В 1906 году торпедную канонерскую лодку превратили в экспериментальный корабль-цель для обеспечения боевой подготовки подводных лодок. В 1910 году Rattlesnake был продан.